# MKB-10 Poglavje XVIII: Simptomi, znaki in nenormalni klinični in laboratorijski izvidi, ki niso uvrščeni drugje
| Mednarodna klasifikacija bolezni in sorodnih zdravstvenih problemov 10. popravljena izdaja | Mednarodna klasifikacija bolezni in sorodnih zdravstvenih problemov 10. popravljena izdaja | Mednarodna klasifikacija bolezni in sorodnih zdravstvenih problemov 10. popravljena izdaja     |
| Poglavje                                                                                   | Kategorije                                                                                 | Naslov                                                                                         |
| ------------------------------------------------------------------------------------------ | ------------------------------------------------------------------------------------------ | ---------------------------------------------------------------------------------------------- |
| I                                                                                          | A00-B99                                                                                    | Nekatere infekcijske in parazitske bolezni                                                     |
| II                                                                                         | C00-D48                                                                                    | Neoplazme                                                                                      |
| III                                                                                        | D50-D89                                                                                    | Bolezni krvi in krvotvornih organov in nekatere bolezni, pri katerih je udeležen imunski odziv |
| IV                                                                                         | E00-E90                                                                                    | Endokrine, prehranske in presnovne bolezni                                                     |
| V                                                                                          | F00-F99                                                                                    | Duševne in vedenjske motnje                                                                    |
| VI                                                                                         | G00-G99                                                                                    | Bolezni živčevja                                                                               |
| VII                                                                                        | H00-H59                                                                                    | Bolezni očesa in adneksov                                                                      |
| VIII                                                                                       | H60-H95                                                                                    | Bolezni ušesa in mastoida                                                                      |
| IX                                                                                         | I00-I99                                                                                    | Bolezni obtočil                                                                                |
| X                                                                                          | J00-J99                                                                                    | Bolezni dihal                                                                                  |
| XI                                                                                         | K00-K93                                                                                    | Bolezni prebavil                                                                               |
| XII                                                                                        | L00-L99                                                                                    | Bolezni kože in podkožja                                                                       |
| XIII                                                                                       | M00-M99                                                                                    | Bolezni mišično-skeletnega sistema in vezivnega tkiva                                          |
| XIV                                                                                        | N00-N99                                                                                    | Bolezni sečil in spolovil                                                                      |
| XV                                                                                         | O00-O99                                                                                    | Nosečnost, porod in poporodno obdobje                                                          |
| XVI                                                                                        | P00-P96                                                                                    | Nekatera stanja, ki izvirajo v obporodnem obdobju                                              |
| XVII                                                                                       | Q00-Q99                                                                                    | Prirojene malformacije, deformacije in kromosomske nenormalnosti                               |
| XVIII                                                                                      | R00-R99                                                                                    | Simptomi, znaki in nenormalni klinični in laboratorijski izvidi, ki niso uvrščeni drugje       |
| XIX                                                                                        | S00-T98                                                                                    | Poškodbe, zastrupitve in nekatere druge posledice zunanjih vzrokov                             |
| XX                                                                                         | V01-Y98                                                                                    | Zunanji vzroki obolevnosti in umrljivosti                                                      |
| XXI                                                                                        | Z00-Z99                                                                                    | Dejavniki, ki vplivajo na zdravstveno stanje in na stik z zdravstveno službo                   |
| XXII                                                                                       | U00-U99                                                                                    | Kode za posebno uporabo                                                                        |

Mednarodno klasifikacijo bolezni in sorodnih zdravstvenih problemov 10-ta revizija (MKB-10) objavlja Svetovna zdravstvena organizacija (WHO)..  Ta stran vsebuje MKB-10 Poglavje XVIII: Simptomi, znaki in nenormalni klinični in laboratorijski izvidi, ki niso uvrščeni drugje.

## R00-R69 - Simptomi in znaki

### (R00-R09) Simptomi in znaki, ki zajemajoobtočilaindihala
- (R00)  Nenormalnosti srčnega utripa
  - (R00.0) Tahikardija, neopredeljena
  - (R00.1) Bradikardija, neopredeljena
  - (R00.2) Palpitacije
  - (R00.8) Druge in neopredeljene nenormalnosti srčnega utripa

- (R01) Srčni šumi in drugi srčni toni
  - (R01.0) Benigni in nenevarni srčni šumi
  - (R01.1) Srčni šum, neopredeljen
    - Srčno predenje BDO

  - (R01.2) Drugi srčni toni
    - Prekordialno trenje

- (R02) Gangrena, ki ni uvrščena drugje

- (R03)  Nenormalne vrednodti krvnega tlaka, brez diagnoze
  - (R03.0) Zvišane vrendosti krvnega tlaka, brez diagnoze hipertenzije
  - (R03.1) Neznačilna nizka vrednost krvnega tlaka

- (R04) Krvavitev iz dihal
  - (R04.0) Epistaksa
    - Krvavitev iz nosu

  - (R04.1) Krvavitev iz grla (žrela)
  - (R04.2) Hemoptiza
    - Kašelj s krvavitvijo

  - (R04.8) Krvavitev iz drugih predelov respiratornih poti
    - Pulmonalna krvavitev BDO

  - (R04.9) Krvavitev iz respiratornih poti, neopredeljena

- (R05) Kašelj
- (R06)  Nenormalnosti pri dihanju
  - (R06.0) Dispneja
    - Ortopneja
    - Kratka sapa

  - (R06.1) Stridor
  - (R06.2) Hropenje
  - (R06.3) Periodično dihanje
    - Cheyne-Stokesovo dihanje

  - (R06.4) Hiperventilacija
  - (R06.5) Dihanje skozi usta
    - Smrčanje

  - (R06.6) Kolcanje
  - (R06.7) Kihanje
  - (R06.8) Druge in neopredeljene nenormalnosti pri dihanju
    - Zadrževanje vdiha (napadi)
    - Vzdihljaji
    - Apneja BDO
    - Pojav lovljenja sape

- (R07) Bolečina v žrelu in prsnem košu
  - (R07.0) Bolečina v žrelu
  - (R07.1) Bolečina v prsih ob dihanju
    - Boleča respiracija

  - (R07.2) Prekordialna bolečina
  - (R07.3) Druge vrste bolečina v pprsih
  - (R07.4) Bolečina v prsih, neopredeljena

- (R09) Drugi simptomi in znaki, ki zajemajo obtočila in dihala
  - (R09.0) Asfiksija (dušenje)
  - (R09.1) Plevritis
  - (R09.2) Respiratorni arest
  - (R09.3) Patološki sputum
  - (R09.8) Drugi opredeljeni simptomi in znaki, ki zajemajo obtočila in dihala
    - Hropci
    - Šum nad arterijo
    - Šibek pulz

### (R10-R19) Simptomi in znaki, ki zajemajoprebavilaintrebuh
- (R10) Bolečina v trebuhu in medenici
  - (R10.0) Akutni abdomen
  - (R10.1) Bolečina omejena na zgornji del trebuha
    - Epigastrična bolečina

  - (R10.2) Bolečine v medenici in presredku
  - (R10.3) Bolečina omejena na druge spodnje dele trebuha
  - (R10.4) Druge in neopredeljene bolečine v trebuhu
    - Občutljivost v trebuhu BDO
    - Kolika, BDO
    - Kolika pri otroku

- (R11) Navzea in bruhanje
- (R12) Zgaga
- (R13) Disfagija
  - Težave pri požiranju

- (R14) Flatulenca in sorodna stanja
  - Napenjanje v trebuhu (zaradi plinov)
  - Napihnjenost
  - Riganje (spahovanje)
  - Bolečine zaradi plinov
  - Napihnjenost (trebuha)(črevesja)

- (R15) Inkontinenca blata
  - Uhajanje blata (enkopreza) BDO
- (R16) Hepatomegalija in splenomegalija, ki nista uvrščeni drugje
  - (R16.0) Hepatomegalija, ki ni uvrščena drugje
    - Povečana jetra BDO

  - (R16.1) Splenomegalija, ki ni uvrščena drugje
    - Povečana vranica BDO

  - (R16.2) Hepatomegalija s splenomegalijo, ki ni uvrščena drugje
    - Hepatosplenomegalija (povečana jetra in vranica) BDO

- (R17) Neopredeljena zlatenica
- (R18) Ascites

- (R19) Drugi simptomi in znaki, ki zajemajo prebavila in trebuh
  - (R19.0) otekline, zatrdline in bule v trebušni votlini in v medenici
  - (R19.1) Nenormalni šumi v črevesju
    - Odsotnost črevesnih šumov

  - (R19.2) Vidna peristaltika
    - Hiperperistaltika

  - (R19.3) Rigidnost trebušne stene
  - (R19.4) Spremembe v delovanju črevesja
  - (R19.5) Druge nenormalnosti blata
    - Nenormalna barva stolice
    - Sluz v blatu
    - Obilne stolice

  - (R19.6) zadah iz ust (halitoza)
  - (R19.8) Drugi opredeljeni simptomi in znaki, ki zajemajo prebavila in trebuh

### (R20-R23) Simptomi in znaki, ki zajemajokožoinpodkožje
- (R20) Motnja občutkov na koži
  - (R20.0) Anestezija kože
  - (R20.1) Hipestezija kože
  - (R20.2) Parestezija kože
    - Mravljinčenje

  - (R20.3) Hiperestezija
  - (R20.8) Druge in neopredeljene motnje občutkov na koži
- (R21) Kožni izpuščaj (raš) in druge nespecifične kožne erupcije

- (R22) Lokalizirane otekline, zatrdline in bula kože in podkožja
  - (R22.0) Lokalizirana oteklina, zatrdlina in bula, na glavi
  - (R22.1) Lokalizirana oteklina, zatrdlina in bula, na vratu
  - (R22.2) Lokalizirana oteklina, zatrdlina in bula, na trupu
  - (R22.3) Lokalizirana oteklina, zatrdlina in bula, na zgornjih udih
  - (R22.4) Lokalizirana oteklina, zatrdlina in bula, na spodnjih udih
  - (R22.7) Lokalizirana oteklina, zatrdlina in bula, na več mestih
  - (R22.9) Lokalizirana oteklina, zatrdlina in bula, neopredeljena

- (R23) Druge spremembe kože
  - (R23.0) Cianoza
  - (R23.1) Bledica
  - (R23.2) Zardevanje
  - (R23.3) Spontane ekhimoze
    - Petehije

  - (R23.4) Spremembe v strukturi kože
    - Luščenje kože
    - Zadebelitev kože
    - Luskavost kože

  - (R23.8) Druge in neopredeljene kožne spremembe

### (R25-R29) Simptomi in znaki, ki zajemajoživčniinmišičnoskeletni sistem
- (R25) Patološki nehotni gibi
  - (R25.0) Nenormalni gibi glave
  - (R25.1) Tremor, neopredeljen
  - (R25.2) Krč in spazem
  - (R25.3) Faskiculacije
    - Trzaji BDO

  - (R25.8) Drugi in neopredeljeni nenormalni nehotni gibi

- (R26) Nenormalnost hoje in gibljivosti
  - (R26.0) Ataktična hoja
    - Opotekajoča hoja

  - (R26.1) Paralitična hoja
    - Spastična hoja

  - (R26.2) Težave pri hoji, ki niso uvrščene drugje
  - (R26.8) Druge in neopredeljene nenormalnosti hoje in giblivosti
    - Nestabilnost v nogah BDO

- (R27) Druge motnje koordinacije
  - (R27.0) Ataksija, neopredeljena
  - (R27.8) Drugo in neopredeljeno motnje koordinacije

- (R29) Drugi simptomi in znaki, ki zajemajo Živčni in mišičnoskeletni sistem
  - (R29.0) Tetanija
    - Karpopedalni spazem

  - (R29.1) Meningizem
  - (R29.2) Nenormalni refleksi
  - (R29.3) Nenormalnost pri drži
  - (R29.4) Pokanje v kolku
  - (R29.8) Drugi in neopredeljeni simptomi in znaki, ki zajemajo živčni in mišičnoskeletni sistem

### (R30-R39) Simptomi in znaki, ki zajemajosečila
- (R30) Bolečina pri uriniranju
  - (R30.0) Disurija
    - Strangurija

  - (R30.1) Tenezem v sečnem mehurju
  - (R30.9) Boleča mikcija, neopredeljena

- (R31) Neopredeljena hematurija
- (R32) Neopredeljena inkontinenca urina
- (R33) Retencija urina
- (R34) Anurija in oligurija
- (R35) Poliurija
  - Nokturija
- (R36) Iztok iz uretre
  - Uretroreja

- (R39) Drugi simptomi in znaki, ki zajemajo sečila
  - (R39.0) Ekstravazacija seča
  - (R39.1) Druge težave pri uriniranju
  - (R39.2) Ekstrarenalna uremija
    - Prerenalna uremija

  - (R39.8) Drugi in neopredeljeni simptomi in znaki, ki zajemajo sečila

### (R40-R46) Simptomi in znaki, ki zajemajomišljenje,zaznavanje,čustvovanjeinvedenje
- (R40) Somnolenca, stupor in koma
  - (R40.0) Somnolenca
    - Zaspanost

  - (R40.1) Stupor
    - Semikoma

  - (R40.2) Koma, neopredeljena
    - Nezavest BDO

- (R41) Drugi simptomi in znaki, ki zajemajo miselne funkcije in zavest
  - (R41.0) Dezorientacija, neopredeljena
    - Zmedenost (konfuznost) BDO

  - (R41.1) Anterogradna amnezija
  - (R41.2) Retrogradna amnezija
  - (R41.3) Druge vrste amnezija
  - (R41.8) Drugi in neopredeljeni simptomi in znaki, ki zajemajo miselne funkcije in zavest

- (R42) Vrtoglavica in omotičnost
  - Omotica
  - Vrtoglavica BDO
- (R43) Motnje vonja in okušanja
  - (R43.0) Anozmija
  - (R43.1) Parozmija
  - (R43.2) Paragevzija
  - (R43.8) Druge in neopredeljene disturbances vonja in okusa

- (R44) Drugi simptomi in znaki, ki zajemajo splošne občutke in zaznave (percepcije)
  - (R44.0) Slušne halucinacije
  - (R44.1) Vidne halucinacije
  - (R44.2) Druge vrste halucinacije
  - (R44.3) Halucinacije, neopredeljene
  - (R44.8) Drugi in neopredeljeni simptomi in znaki, ki zajemajo splošne občutke in zaznave

- (R45) Simptomi in znaki, ki zajemajo čustvovanje
  - (R45.0) Nervoznost
  - (R45.1) Nemis in agitacija
  - (R45.2) Žalost
    - Zaskrbljenost BDO

  - (R45.3) Demoraliziranost in apatija
  - (R45.4) Razdražljivost in jeza
  - (R45.5) Sovražnost
  - (R45.6) Fizična nasilnost
  - (R45.7) Stanje čustvenega šoka in stresa, neopredeljeno
  - (R45.8) Drugi simptomi in znaki, ki zajemajo čustveno stanje
    - Samomorilne misli (težnje)

- (R46) Simptomi in znaki, ki zajemajo videz in obnašanje
  - (R46.0) Nizka stopnja osebne higiene
  - (R46.1) Grotesken (nenavaden) videz osebe
  - (R46.2) Čudno in nerazložljivo obnašanje
  - (R46.3) Pretirana aktivnost
  - (R46.4) Počasnost in poor responsiveness
  - (R46.5) Sumnjičavost in izrazito izmikanje
  - (R46.6) Nepotrebna zaskrbljenost in preokupiranost on stresnih dogodkih
  - (R46.7) Pretirana zgovornost in podobni, nevažni detajli, ki zatemnijo vzrok za obisk
  - (R46.8) Drugi simptomi in znaki, ki zajemajo videz in obnašanje

### (R47-R49) Simptomi in znaki, ki zajemajogovoringlas
- (R47) Motnje govora, ki niso opredeljene drugje
  - (R47.0) Disfazija in afazija (motnje govora in onemelost)
  - (R47.1) Dizartrija in anartrija (motnje artikulacije govora in nezmožnost govorjenja ob zdravih govorolih)
  - (R47.8) Druge in neopredeljene motnje govora

- (R48) Motnje branja in prepoznavanja simbolov, ki niso uvrščene drugje
  - (R48.0) Disleksija in aleksija
  - (R48.1) Agnozija (nesposobnost prepoznavanja senzornih dražljajev)
  - (R48.2) Apraksija (nesposobnost opravljanja znanih gibov)
  - (R48.8) Druge in neopredeljene prepoznavanja simbolov
    - Akalkulija (nesposobnost računanja)
    - Agrafija (nesposobnos pisanja)

- (R49) Motnje glasu
  - (R49.0) Disfonija (spremenjen glas)
    - Hripavost

  - (R49.1) Afonija
    - Izguba glasu

  - (R49.2) Nosljajoč govor in govor kot pri zamašenem nosu
  - (R49.8) Druge in neopredeljene motnjr glasu

### (R50-R69) Splošni simptomi in znaki
- (R50) Vročina nejasnega izvora
  - (R50.0) Vročina z mrzlico
  - (R50.1) Dolgotrajna vročina
  - (R50.9) Vročina, neopredeljena
    - Visoka vročina
    - Pireksija BDO

- (R51) Glavobol

- (R52) Bolečina, ki ni uvrščena drugje
  - (R52.0) Akutna bolečina
  - (R52.1) Kronična neznosna bolečina
  - (R52.2) Druge vrste kronična bolečina
  - (R52.9) Bolečina, neopredeljena

- (R53) Slabo počutje in utrujenost
  - Astenija BDO
  - Izčrpanost BDO
  - Splošna fizična slabost
  - Zaspanost (latargičnost)
  - Utrujenost

- (R54) Senilnost

- (R55) Sinkopa in kolaps
  - Stemnitev pred očmi
  - Omedlevica

- (R56) Konvulzije, ki niso uvrščene drugje
  - (R56.0) Febrilne konvulzije
  - (R56.8) Druge in neopredeljene konvulzije
    - Napad krčev BDO
    - Napadi (konvulzij) BDO

- (R57) Šok, ki ni uvrščen drugje
  - (R57.0) Kardiogeni šok
  - (R57.1) Hipovolemični šok
  - (R57.8) Druge vrste šok
    - Endotoksični šok

  - (R57.9) Šok, neopredeljen
    - Odpoved perifernega obtoka BDO

- (R58) Krvavitev, ki ni uvrščena drugje

- (R59) Povečane bezgavke
  - (R59.0) Lokalizirano povečane bezgavke
  - (R59.1) Generalizirano povečane bezgavke
    - Limfadenopatija BDO

- (R60) Edem, ki ni uvrščen drugje
  - (R60.0) Lokalizirani edem
    - Peripheral edem

  - (R60.1) Generalizirani edem
  - (R60.9) Edema, neopredeljen
    - Zastoj tekočine BDO

- (R61) Hiperhidroza
  - (R61.0) Lokalizirana hiperhidroza
  - (R61.1) Generalizirana hiperhidroza
  - (R61.9) Hiperhidroza, neopredeljena
    - Prekomerno znojenje
    - Nočno znojenje

- (R62) Pomanjkljiv pričakovani normalni fiziološki razvoj
  - (R62.0) Zapozneli razvoj
  - (R62.8) Druge vrste pomanjkljiv pričakovani normalni fiziološki razvoj
    - Zapoznelo pridobivanje na teži
    - Zapoznela rast
    - Infantilizem BDO
    - Zastoj v rasti
    - Psihična retardacija

  - (R62.9) Pomanjkljiv pričakovani normalni fiziološki razvoj, neopredeljen

- (R63) Simptomi in znaki, ki se nanašajo na prehranjevanje in pitje
  - (R63.0) Anoreksija
    - Izguba apetita

  - (R63.1) Polidipsija
    - Prekomerna žeja

  - (R63.2) Polifagija
    - Prekomerna ješčnost
    - Prenahranjenost BDO

  - (R63.3) Težave pri hranjenju in neurejena prehrana
  - (R63.4) Nenormalna izguba telesne teže (hujšanje)
  - (R63.5) Nenormalno povečanje telesne teže
  - (R63.8) Drugi simptomi in znaki, ki se nanašajo na hranjenje in pitje

- (R64) Kaheksija (shiranost)

- (R68) Drugi splošni simptomi in znaki
  - (R68.0) Podhladitev, ki ni povezana z nizko temperaturo okolja
  - (R68.1) Nespecifični simptomi, značilni za otroško obdobje
  - (R68.2) Suha usta, neopredeljena
  - (R68.3) Betičasti prsti
  - (R68.8) Drugi opredeljeni splošni simptomi in znaki

- (R69) Nepoznani in neopredeljeni vzroki bolezni

## R70-R99 - Nenormalni klinični inlaboratorijski izvidi, ki niso uvrščeni drugje

### (R70-R79) Nenormalni izvidi pripreiskavi krvi, brezdiagnoze
- (R70) Zvišana sedimentacija eritrocitov in nenormalna viskoznost plazme
  - (R70.0) Zvišana vrednost sedimentacije eritrocitov
  - (R70.1) Nenormalna viskoznost plazme

- (R71) Nenormalnosti  eritrocitov
  - Anizocitoza
  - Poikilocitoza

- (R72) Nenormalnosti levkocitov, ki niso uvrščene drugje

- (R73) Zvišana koncentracija glukoze v serumu
  - (R73.0) Nenormalni tolerančni test za glukozo
    - Motena toleranca za glugozo
    - Prediabetes

  - (R73.9) Hiperglikemija, neopredeljena

- (R74) Nenormalna koncentracija encimov v serumu
  - (R74.0) Povečanje koncentracije serumskih transaminaz in laktat-dehidrogenaze (LDH)
  - (R74.8) Nenormalne koncentracije drugih serumskih encimov
    - kisle fosfataze
    - alkalne fosfataze
    - amilaze
    - lipaze (triacil-glicerol-lipaze)

  - (R74.9) Nenormalne koncentracije neopredeljenih serumskih encimov

- (R75) Laboratorijski dokaz virusa človeške imunske pomanjkljivost (HIV)

- (R76) Drugi imunopatološki izvidi in seruma
  - (R76.0) Zvečan titer protiteles
  - (R76.1) Nenormalna reakcija na tuberlulinski test
  - (R76.2) Lažno-pozitivni serološki test za sifilis
  - (R76.8) Drugi opredeljeni patološki imunološki testi v serumu
  - (R76.9) Nenormalni imunološki test v serumu, neopredeljen

- (R77) Druge nenormalnosti plazemskih proteinov
  - (R77.0) Nenormalnosti albuminov
  - (R77.1) Nenormalnosti globulinov
    - Hiperglobulinemija BDO

  - (R77.2) Nenormalnosti alfafetoproteina
  - (R77.8) Druge opredeljene patološke spremembe plazemskih proteinov
  - (R77.9) Nenormalne spremembe plazemskih proteinov, neopredeljene

- (R78) Ugotovitev zdravil in drugih snovi, ki jih normalno ni v krvi
  - (R78.0) Prisotnost alkohola v krvi
  - (R78.1) Prisotnost opiatov v krvi
  - (R78.2) Prisotnost kokaina v krvi
  - (R78.3) Prisotnost halucinogena v krvi
  - (R78.4) Prisotnost drugih zdravil odvisnosti v krvi
  - (R78.5) Prisotnost psihotropnih zdravil v krvi
  - (R78.6) Prisotnost steroidov v krvi
  - (R78.7) Prisotnost prevelike koncentracije težkih kovin v krvi
  - (R78.8) Prisotnost drugih opredeljenih snovi, ki jih normalno ni v krvi
  - (R78.9) Prisotnost neopredeljenih snovi, ki jih normalno ni v krvi

- (R79) Druge nenormalni izvidi kemizma v krvi
  - (R79.0) Nenormalna koncentracija mineralov v krvi
  - (R79.8) Drugi opredeljene nenormalni izvidi kemizma v krvi
    - Nenormalna plinska analiza krvi

  - (R79.9) Nenormalni izvid kemizma v krvi, neopredeljen

### (R80-R82) Nenormalni klinični in laboratorijski izvidi pripreiskavi urina, brezdiagnoze
- (R80) Izolirana proteinurija
  - Albuminurija BDO
  - Bence Jonesova proteinurija
  - Proteinurija

- (R81) Glikozurija
- (R82) Drugi nenormalni izvidi urina
  - (R82.0) Hilurija
  - (R82.1) Mioglobinurija
  - (R82.2) Biliurija
  - (R82.3) Hemoglobinurija
  - (R82.4) Acetonurija
    - Ketonurija

  - (R82.5) Zvišana koncentracija drog, zdravil in bioloških snovi v urinu
  - (R82.6) nenormalna koncentracija snovi predvsem nemedicinskega porekla v urinu
  - (R82.7) Nenormalni izvidi mikrobioloških preiskav urina
    - Pozitivna urinokultura

  - (R82.8) Nenormalni izvidi citološke preiskave urina
  - (R82.9) Drugi in neopredeljeni nenormalni izvidi urina
    - Celices in cilindri v urinu
    - Kristalurija
    - Melanurija

### (R83-R89) Nenormalni izvidi pri preiskavi drugihtelesnih tekočin, izločkov intkiv, brezdiagnoze
- (R83) Nenormalni izvidi cerebrospinalne tekočine (likvorja)
- (R84) Nenormalni izvidi vzorcev iz dihal in prsnega koša
- (R85) Nenormalni izvidi vzorcev iz prebavil in trebušne votline
- (R86) Nenormalni izvidi vzorcev iz moških spolovil
- (R87) Nenormalni izvidi vzorcev iz ženskih spolovil
- (R89) Nenormalni izvidi vzorcev iz drugih organov, sistemov in  tkiv

### (R90-R94) Nenormalni izvididiagnostičnih slikovnih prikazovinfunkcijskih preiskav, brezdiagnoze
- (R90) Nenormalni izvidi diagnostičnih slikovnih prikazov centralnega živčnega sistema
  - (R90.0) Intrakranialni ekspanzijski proces
  - (R90.8) Drugi nenormalni izvidi diagnostičnih slikovnih prikazov centralnega živčnega sistema

- (R91) Nenormalni izvidi diagnostičnih slikovnih prikazov pljuč
- (R92) Nenormalni izvidi diagnostičnih slikovnih prikazov prsnega koša

- (R93) Nenormalni izvidi diagnostičnih slikovnih prikazov drugih telesnih struktur
  - (R93.0) Nenormalni izvidi diagnostičnih slikovnih prikazov lobanje in glave, ki niso uvrščeni drugje
  - (R93.1) Nenormalni izvidi diagnostičnih slikovnih prikazov srca in  koronarnega obtoka
  - (R93.2) Nenormalni izvidi diagnostičnih slikovnih prikazov jeter in  biliarnega trakta
  - (R93.3) Nenormalni izvidi diagnostičnih slikovnih prikazov drugih delov prebavil
  - (R93.4) Nenormalni izvidi diagnostičnih slikovnih prikazov sečil
  - (R93.5) Nenormalni izvidi diagnostičnih slikovnih prikazov drugih abdominalnih predelov, vključno retroperitoneja
  - (R93.6) Nenormalni izvidi diagnostičnih slikovnih prikazov udov
  - (R93.7) Nenormalni izvidi diagnostičnih slikovnih prikazov drugih delov mišičnoskeletnega sistema
  - (R93.8) Nenormalni izvidi diagnostičnih slikovnih prikazov drugih opredeljenih telesnih struktur

- (R94) Nenormalni rezultati funkcijskih testov
  - (R94.0) Nenormalni rezultati funkcijskih testov centralnega živčnega sistema
    - Nenormalni elektroencefalogram (EEG)

  - (R94.1) Nenormalni rezultati funkcijskih testiranj perifernega živčnega sistema in čutil
    - Nenormalni elektromiogram (EMG)
    - Nenormalni elektrookulogram (EOG)
    - Nenormalni elektroretinoogram (ERG)
    - Nenormalni odziv na stimulacijo živcev
    - Nenormalni evocirani potenciali (VEP)

  - (R94.2) Nenormalni rezultati testov pljučne funkcije
    - Zmanjšana vitalna kapaciteta
    - Zmanjšana ventilacijska kapaciteta

  - (R94.3) Nenormalni rezultati testov kardiovaskularnih funkcij
    - Nenormalni elektrokardiogram (EKG)
    - Nenormalni elektrofiziološki intrakardialni testi
    - Nenormalni fonokardiogram
    - Nenormalni vektorkardiogram

  - (R94.4) Nenormalni rezultati testov ledvičnih funkcij
    - Nenormalni renalni funkcijski test

  - (R94.5) Nenormalni rezultati testov jetrnih funkcij
  - (R94.6) Nenormalni rezultati testov funkcij ščitnice
  - (R94.7) Nenormalni rezultati drugih testov endokrinoloških funkcij
  - (R94.8) Nenormalni rezultati funkcijskih testov drugih organov in organskih sistemov
    - Nenormalna vrednost bazalne presnove (BMR)

## R95-R99 - Slabo opredeljeni in neznani vzrokismrti
- (R95) Sindrom nenadne smrti otroka
- (R96) Druge vrste nenadne smrti, vzrok neznan
  - (R96.0) Trenutna smrt
  - (R96.1) Smrt, ki je nastopila v manj kot 24 urah po začetku simptomov, ne da bi bila pojasnjena
    - Smrt brez znakov bolezni
    - Nenasilna smrt ali trentna smrt, katere vzroka ni možno pojasniti
- (R98) Smrt, pri kateri ni bil nihče prisoten
  - Najden mrtev
- (R99) Drugi slabo opredeljeni in neopredeljeni vzroki smrti
  - Smrt BDO
  - Nepoznan vzrok smri